# 森特 (阿拉巴马州)
森特是美国阿拉巴马州下属的一座城市，亦是切羅基縣的縣城。面积约为11.44平方英里（约合29.62平方公里）。根据2000年人口普查，该市有人口3,489人。根据2010年美国普查，该市有人口3,489人，人口密度为305.06/平方英里（约合117.79/平方公里）。

## 地理
該市的座標為34°55′59″N 85°24′10″W / 34.933052°N 85.4029071°W（34.159181,-85.674742）。根據2000年人口普查，本城面積為11.1平方英里（28.75平方），其中11.0平方英里（28.49平方）為陸地，0.1平方英里（0.26平方）為水域。